# Anatol Klimienko
Anatol Wiktarawicz Klimienko (biał. Анатоль Віктаравіч Клiменко, ros. Анатолий Викторович Клименко, Anatolij Wiktorowicz Klimienko; ur. 2 września 1963 w Karagandzie) – białoruski strzelec, olimpijczyk, wielokrotny mistrz świata i Europy w barwach Białorusi i ZSRR.

## Kariera sportowa
Specjalizował się w strzelaniach karabinowych. Dwukrotny uczestnik igrzysk olimpijskich (IO 1996, IO 2000), na których wystąpił w 4 konkurencjach. Najlepsze miejsce osiągnął w swoim drugim olimpijskim starcie – zajął 4. pozycję w karabinie pneumatycznym z 10 m, przegrywając z Jewgienijem Alejnikowem o 0,4 punktu.
Klimienko 7 razy stał na podium mistrzostw świata. W 1990 roku jako reprezentant ZSRR wywalczył 1 złoto i 2 srebra w zawodach drużynowych. W 1994 roku zdobył 2 złote medale jako reprezentant Białorusi. W karabinie pneumatycznym z 10 m wywalczył srebro, które było jego jedynym indywidualnym medalem mistrzostw świata. Złoto osiągnął jeszcze w 2006 roku w karabinie standardowym w trzech postawach z 300 m drużynowo. Indywidualnie wielokrotnie znalazł się wśród 10 najlepszych strzelców świata w poszczególnych konkurencjach.
Białorusin przynajmniej 10 razy zdobył medale mistrzostw Europy, w tym 6 złotych, 2 srebrne i 2 brązowe. W barwach ZSRR wywalczył 5 medali na mistrzostwach w 1989 roku. Przynajmniej 5 medali osiągnął jako reprezentant Białorusi. 10-krotnie stał na podium zawodów o Puchar Świata, zaś 2-krotnie zdobył medale w zawodach finałowych Pucharu Świata.

## Wyniki

### Igrzyska olimpijskie
| Igrzyska     | Konkurencja                               | Wynik                                                | Miejsce | Źródło |
| ------------ | ----------------------------------------- | ---------------------------------------------------- | ------- | ------ |
| Atlanta 1996 | Karabin małokalibrowy, trzy postawy, 50 m | 1158 pkt. (391–387–380)                              | 28      | [ 4 ]  |
| Atlanta 1996 | Karabin pneumatyczny, 10 m                | 590 pkt. (95–97–100–99–99–100)                       | 11      | [ 5 ]  |
| Sydney 2000  | Karabin małokalibrowy, trzy postawy, 50 m | 1157 pkt. (396–386–375)                              | 25      | [ 6 ]  |
| Sydney 2000  | Karabin pneumatyczny, 10 m                | 693,4 pkt. 593 pkt. (100–98–99–97–99–100)+100,4 pkt. | 4       | [ 1 ]  |

### Medale mistrzostw świata
Opracowano na podstawie materiałów źródłowych:
| Mistrzostwa   | Konkurencja                                         | Wynik                  | Miejsce |
| ------------- | --------------------------------------------------- | ---------------------- | ------- |
| Moskwa 1990   | Karabin dowolny, trzy postawy, 300 m, drużynowo     | 3467 pkt.              |         |
| Moskwa 1990   | Karabin dowolny klęcząc, 300 m, drużynowo           | 1154 pkt.              |         |
| Moskwa 1990   | Karabin dowolny stojąc, 300 m, drużynowo            | 1122 pkt.              |         |
| Mediolan 1994 | Karabin dowolny, trzy postawy, 300 m, drużynowo     | 3480 pkt.              |         |
| Mediolan 1994 | Karabin pneumatyczny, 10 m                          | 691,8 pkt. (591+100,8) |         |
| Mediolan 1994 | Karabin pneumatyczny, 10 m, drużynowo               | 1766 pkt.              |         |
| Zagrzeb 2006  | Karabin standardowy, trzy postawy, 300 m, drużynowo | 1749 pkt.              |         |

### Medale mistrzostw Europy
Opracowano na podstawie materiałów źródłowych:
| Mistrzostwa  | Konkurencja                                          | Wynik           | Miejsce |
| ------------ | ---------------------------------------------------- | --------------- | ------- |
| Lahti 1989   | Karabin dowolny, trzy postawy, 300 m, drużynowo      | ?               |         |
| Lahti 1989   | Karabin dowolny klęcząc, 300 m, drużynowo            | ?               |         |
| Lahti 1989   | Karabin dowolny stojąc, 300 m, drużynowo             | ?               |         |
| Lahti 1989   | Karabin standardowy, trzy postawy, 300 m             | 585 pkt.        |         |
| Lahti 1989   | Karabin standardowy, trzy postawy, 300 m, drużynowo  | ?               |         |
| Brno 1993    | Karabin małokalibrowy, trzy postawy, 50 m            | 1174+100,9 pkt. |         |
| Brno 1993    | Karabin małokalibrowy, trzy postawy, 50 m, drużynowo | ?               |         |
| Zurych 1995  | Karabin małokalibrowy, trzy postawy, 50 m            | 1165+98,4 pkt.  |         |
| Kouvola 1997 | Karabin małokalibrowy, trzy postawy, 50 m, drużynowo | ?               |         |
| Tallinn 1998 | Karabin pneumatyczny, 10 m, drużynowo                | ?               |         |